# Petit (Fußballspieler)
Petit ([pɯˈti]; eigentlich Armando Gonçalves Teixeira, * 25. September 1976 in Straßburg, Frankreich) ist ein ehemaliger portugiesischer Fußballspieler und heutiger -trainer.
Er wurde als Sohn portugiesischer Eltern geboren. Seinen Spitznamen Petit erhielt er als Jugendlicher aufgrund seiner kleinen Statur und als Reverenz an seinen französischen Geburtsort. Bei den portugiesischen Fans wird er wegen seiner körperbetonten, bissigen Spielweise auch Pitbull genannt. Petit ist bekannt für seine hohe Trefferquote nach direkten Freistößen und seine überdurchschnittliche Passgenauigkeit.

## Spielerkarriere

### Verein
Nach Stationen in den unteren portugiesischen Spielklassen begann Petit seine Laufbahn als Profi 1999 bei Gil Vicente FC, wo er schnell zum Schlüsselspieler wurde. Anschließend wechselte er zu Boavista Porto, mit dessen Team er 2001 erstmals portugiesischer Meister wurde.
2002 wurde er von Benfica Lissabon verpflichtet, holte 2004 den portugiesischen Pokal und 2005 seine zweite Meisterschaft. Nach beeindruckenden Leistungen in der Champions-League-Saison 2005/06 erhielt Petit Angebote von Manchester United und Lyon. Er entschied sich wegen seiner großen Verbundenheit mit Benfica gegen einen Wechsel.
Zur Saison 2008/09 wechselte er zum 1. FC Köln, der erste Portugiese im Trikot der „Geißböcke“. In Köln brachte es der Mittelfeldmotor schnell zu einem Stammplatz, wo er zu einem der sogenannten Leistungsträger wurde. Nach Ablauf des ersten Jahres in der Domstadt hatte Petit insgesamt 31 Ligaspiele absolviert. Nur Mišo Brečko und Pedro Geromel standen öfter auf dem Platz. Im Oktober 2009 übernahm er von Milivoje Novakovič für drei Monate die Kapitänsbinde, nachdem dieser als Kapitän von Trainer Zvonimir Soldo abgesetzt worden war. Mit Beginn der Rückrunde 2009/10 übergab er die Kapitänsbinde dem Teamkollegen Youssef Mohamad.
Am 14. Mai 2011 erlitt Petit einen Kreuzbandriss. Trotz der Verletzung wurde sein Vertrag um ein Jahr verlängert; das erste Spiel absolvierte er wieder am 4. Februar 2012 mit der Kölner U-21 gegen die Reserve des VfL Bochum.
Zur Saison 2012/13 wechselte Petit zum ehemaligen Verein Boavista Porto, wo er die Profikarriere beendete. Nach schlechtem Saisonstart wurde Trainer Amândio Barreiros vorzeitig entlassen; Petit übernahm die Position des Trainers, sodass er bis zum Ende der Saison 2012/13 sowohl als Spieler als auch als Trainer tätig war. Danach war er für den Verein weiter als Trainer tätig. Ende November 2015 trat er aus persönlichen Gründen von seinem Amt zurück.

### Nationalmannschaft
Am 2. Juni 2001 gab Petit im Qualifikationsspiel zur WM 2002 gegen Irland sein Debüt in der portugiesischen Landesauswahl. Er gehörte zum portugiesischen Kader bei der Weltmeisterschaft 2002 und 2006. Bei der Europameisterschaft 2004 wurde er im eigenen Land Vize-Europameister und nahm ferner an der EM 2008 teil.
Mit dieser endete seine Länderspielkarriere.

## Trainerkarriere
Mitte Dezember 2015 wurde Petit vom CD Tondela, der zur Saison 2015/16 in die Primeira Liga aufgestiegen war, als Trainer verpflichtet. Der Verein verblieb mit einem Punkt Vorsprung auf die Abstiegsplätze in der Liga. Darauf wurde sein Vertrag bis zum Ende der Saison 2017/18 verlängert. Zum Ende der Hinrunde der Saison 2016/17 lag Tondela auf dem letzten Tabellenplatz. Darauf bot Petit Anfang Januar 2017 seinen Rücktritt als Trainer an, den der Verein drei Tage später annahm.
Mitte März 2017 fand er eine neue Anstellung beim Ligakonkurrenten Moreirense FC befristet bis zum Ende der Saison 2016/17. Mit Platz 15 von 18 gelang Petit auch hier der Klassenerhalt; der Verein übte eine vereinbarte Option zur Vertragsverlängerung allerdings nicht aus. 
Mitte Oktober 2017 übernahm er dann die Aufgabe des Trainers bei FC Paços de Ferreira, ebenfalls in der Primeira Liga spielend. Bereits Mitte Januar 2018 bat er um Aufhebung des Arbeitsverhältnisses, der stattgegeben wurde, nachdem der Verein zum Ende der Hinrunde nur noch unmittelbar über den Abstiegsplätzen platziert war.
Mitte Februar 2018 wurde er erneut vom Moreirense FC mit einem Vertrag bis zum Saisonende verpflichtet. Er erreichte zum Saisonende Platz 14 von 18. Ende November 2018 übernahm er Marítimo Funchal, wiederum mit einem Vertrag mit einer Laufzeit bis Saisonende. Hier kam er auf Platz 7.
Nach sechs Monaten ohne Anstellung übernahm er Mitte Januar 2020 B-SAD mit einem Vertrag bis zum Ende der Saison 2020/21. In der ersten Saison konnte er knapp die Liga halten; in der zweiten kam er auf Platz 10. Mitte Oktober 2021 trat er von seinem Posten zurück.
Ende November 2021 wurde er wieder Trainer bei Boavista Porto mit einem Vertrag bis zum Ende der Saison 2022/23. In den Spielzeiten 2021/22 und 2022/23 erreichte er jeweils Platzierungen im Tabellen-Mittelfeld. Mitte Dezember 2023 gab er seine Aufgabe auf.
Anfang Mai 2024 übernahm er seine erste Trainerstelle außerhalb Portugals, als er beim brasilianischen Verein Cuiabá EC einen Vertrag bis Ende 2025 unterschrieb. Am 28. August teilte er dem Vorstand des Klubs seinen Rücktritt aus persönlichen Gründen mit.

## Erfolge

### Verein
- Portugiesischer Meister: 2000/01 (mit Boavista Porto), 2004/05 (mit Benfica Lissabon)
- Portugiesischer Pokalsieger 2003/04 (mit Benfica Lissabon)
- Portugiesischer Supercup-Sieger 2005 (mit Benfica Lissabon)

### Auszeichnungen
- Portugals Fußballer des Jahres: 2001
- Bester Spieler der Portugiesischen Liga (Goldener Ball): 2006